# Ядро интегрального оператора
Ядром интегрального оператора (ядро Фредгольма) называется функция двух аргументов {\displaystyle K(x,\;y)}, определяющая некий интегральный оператор {\displaystyle {\mathcal {A}}} равенством
{\displaystyle \varphi (y)={\mathcal {A}}[\varphi (x)]=\int K(x,\;y)\varphi (x)\,d\mu (x),}
где {\displaystyle x\in \mathbb {X} } — пространство с мерой {\displaystyle d\mu (x)}, а {\displaystyle \varphi (x)} принадлежит некоторому пространству функций,
определённых на {\displaystyle \mathbb {X} }.

## Примеры
- Ядро {\displaystyle K(x,\;y)} называется {\displaystyle L_{2}}-ядром, если оно удовлетворяет условию:

{\displaystyle \int \limits _{D}\int \limits _{D}|K(x,\;y)|^{2}\,dx\,dy<+\infty ,}
где {\displaystyle K(x,\;y)} — измеримая на {\displaystyle D} функция.
Такие ядра являются основным предметом рассмотрения теории интегральных уравнений.
- Ядро, удовлетворяющее условию:

{\displaystyle K(x,\;y)\equiv 0} при {\displaystyle y>x}
называется ядром Вольтерры.
- Симметричное ядро — ядро, для которого выполняется тождество {\displaystyle K(x,\;y)=K(y,\;x)}.
- Если выполняется тождество {\displaystyle K(x,\;y)={\overline {K(y,\;x)}}}, где {\displaystyle {\overline {K(y,\;x)}}} — комплексно сопряжённое к {\displaystyle K(x,\;y)}, то такое ядро называется эрмитовым.
- Если ядро {\displaystyle K(x,\;y)} допускает разложение вида:

{\displaystyle K(x,\;y)=\sum _{k=1}^{n}X_{k}(x)Y_{k}(y),}
где {\displaystyle \{X_{i}(x)\},\;\{Y_{i}(y)\}} {\displaystyle (i=1,\;2,\;\ldots ,\;n)} — две системы линейно независимых интегрируемых с квадратом функций ({\displaystyle L_{2}}-функций), такое ядро называется ядром Пинкерле — Гурса, или PG-ядром.

## Связанные определения
- Спектром ядра называется множество его собственных значений.

## Теорема Мерсера
Теорема Мерсера о разложении ядра гласит:

Если симметричное {\displaystyle L_{2}}-ядро {\displaystyle K(x,\;y)} непрерывно и обладает лишь положительными собственными значениями (или самое большее конечным числом отрицательных собственных значений) {\displaystyle \lambda _{k}}, то справедливо представление:
{\displaystyle K(x,\;y)=\sum _{k=1}^{\infty }{\frac {\varphi _{k}(x)\varphi _{k}(y)}{\lambda _{k}}},}
где {\displaystyle \{\varphi _{k}(x)\}} — ортогональная система {\displaystyle L_{2}}-функций. При этом ряд сходится абсолютно и равномерно.